# Majorque
Majorque (/maʒɔʁk/ ou /majɔʁk/ en français ; en catalan : Mallorca /məˈʎɔɾkə/ ; en espagnol : Mallorca /maˈʎoɾka/) est la plus grande des îles Baléares. Elle se situe en mer Méditerranée, au large de Valence et Barcelone. L'île compte 923 610 habitants. Sa capitale est Palma – les Majorquins l'appellent Ciutat. Elle comprend six comarques principales : Serra de Tramuntana (montagnes, au nord), Raiguer (terres agricoles et viticoles au pied de la montagne), Pla (au centre), Migjorn (sud-est), Llevant (à l'est) et la ville de Palma. Le catalan est la langue officielle avec le castillan.
L'île fut habitée dès la période préhistorique, puis par les Romains, remplacés par les Vandales, l'Empire romain d'Orient, les Francs, les Maures almoravides, puis les Almohades (de 902 à 1229), suivis des Catalans. Elle fut le centre d'un royaume indépendant qui exista de 1276 à 1344, le royaume de Majorque.
Deux-tiers de son économie reposent sur le tourisme, développé à partir des années 1960. C'est un lieu réputé de la randonnée dans les îles de Méditerranée. Pour les Allemands et Britanniques, Majorque est l'un des principaux lieux de villégiature européens, attirant nombre d'étrangers : 7 % des résidents permanents de l'île sont des Allemands, ce qui a valu à l'île le surnom ironique de « dix-septième Land ». L'activité agricole traditionnelle est centrée sur les productions végétales : vin (Binissalem), amandes, olives, légumes.

## Géographie
La capitale est Palma et les villes principales sont Calvià, Inca, Manacor, Sóller et Pollença.

### Liste des communes
Les six comarques de Majorque (note : le terme de comarque est inutilisé à Majorque[pas clair]) ont pour villes principales : Alaró, Alcúdia, Algaida, Andratx, Ariany, Artà, Banyalbufar, Binissalem, Búger, Bunyola, Calvià, Campanet, Campos, Capdepera, Consell, Costitx, Deià, Escorca, Esporles, Estellencs, Felanitx, Fornalutx, Inca, Lloret de Vistalegre, Lloseta, Llubí, Llucmajor, Manacor, Mancor de la Vall, Maria de la Salut, Marratxí, Montuïri, Muro, Palma de Majorque, Petra, Sa Pobla, Pollença, Porreres, Puigpunyent, Ses Salines, Sant Joan, Sant Llorenç des Cardassar, Santa Eugènia, Santa Margalida, Santa Maria del Camí, Santanyí, Selva, Sencelles, Sineu, Sóller, Son Servera, Valldemossa, Vilafranca de Bonany

### Orographie

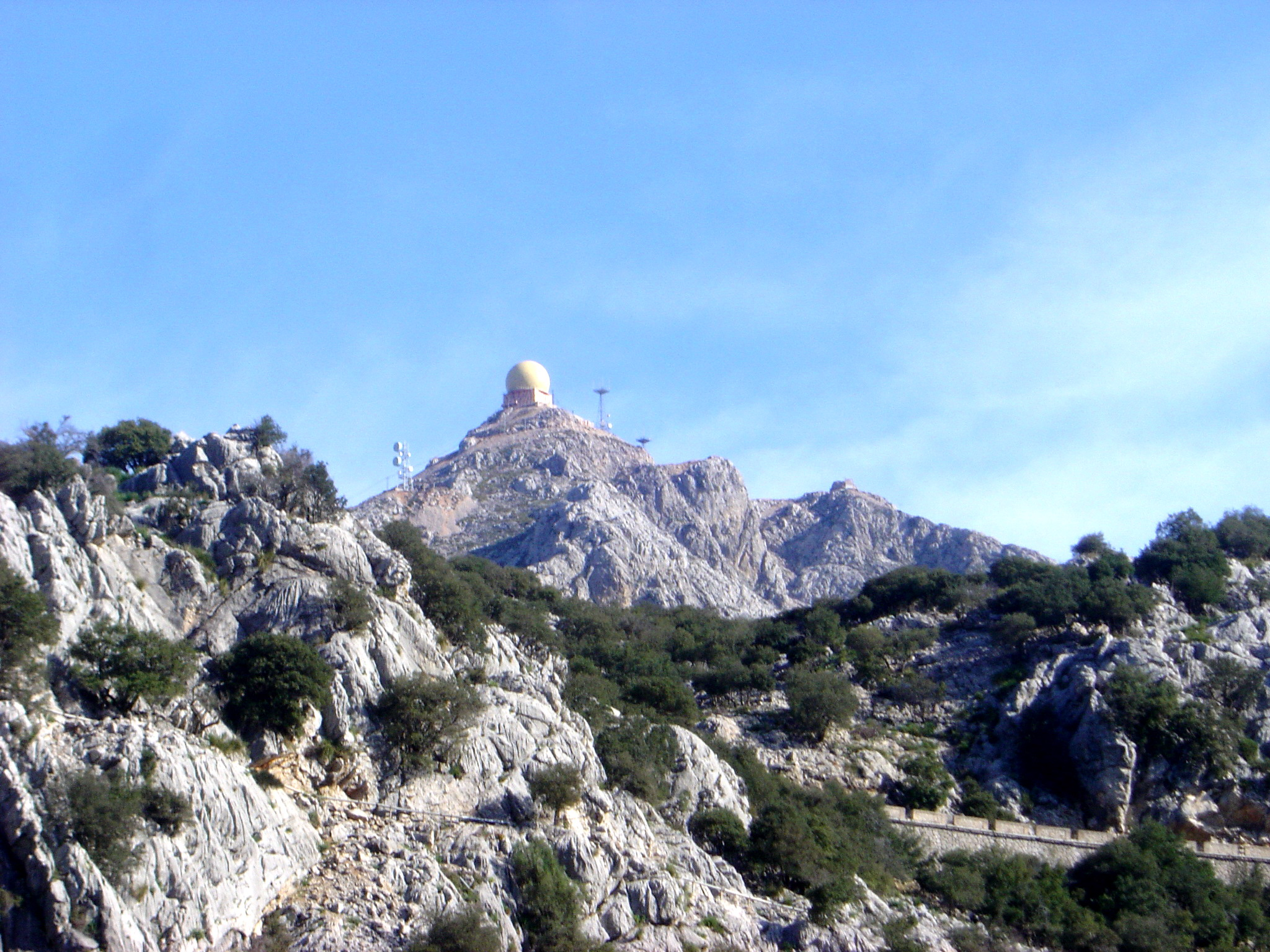
Le Puig Major, la plus haute montagne de l'île.

Majorque présente trois chaînes montagneuses :
- la chaîne Tramontane qui présente les sommets les plus élevés, dont huit sommets dépassent les 1 000 m avec le Puig Major qui culmine à 1 436 m ;
- la chaîne du Levant qui culmine à 562 m au pic de Morell ;
- le massif de Randa qui culmine à 555 m au pic de Randa.

## Toponymie
Le nom de Mallorca dérive du latin insula maior transformé en Maiorica (grande île) par opposition à l'insula minor devenue Menorca : Minorque.
Au cours de l'histoire, il y eut de nombreuses graphies et prononciations latine (Maiorica), arabe (Mayurqa), latine médiévale (Majorca), catalane (Mallorca) puis castillane (idem). En ancien français, Maillogres (dans les Grandes Chroniques de France), puis par la suite Mallorque, Mayorque et Majorque cohabitèrent jusqu'au XIXe siècle. À cette époque, les deux prononciations [maʒɔʁk] et [majɔʁk] coexistaient la seconde, le « j » prononcé comme un « i » (majɔʁk) étant d'usage orthologique pour les mots français d'origine étrangère.
Eusèbe de Salle écrivait en 1832 :

« Palma, capitale de l'île de Maillorque et des îles Baléares, est une ville de vingt-cinq à trente mille âmes de population »

— Ali le Renard ou la Conquête d'Alger
En 1866, Charles de Tourtoulon intitula l'un de ses livres Les Français aux expéditions de Mayorque et de Valence, la graphie contemporaine étant déjà présente. La prononciation resta encore très largement [palma də majɔʁk] (Palma de Mayorque) durant le XIXe siècle
L'autre graphie reste mal éclairée, de même que la règle de prononciation du j, mais est attestée très tôt. Employée dès le XVIIe siècle,,, cette orthographe coexiste avec l'autre au XVIIIe siècle dans les dictionnaires,, dans les manuels scolaires et dans les institutions.
Cet usage alternatif libre est notamment frappant dans l'Encyclopédie (terminée en 1772), qui présente simultanément les deux graphies : « Majorque » et « le royaume de Maïorque ».

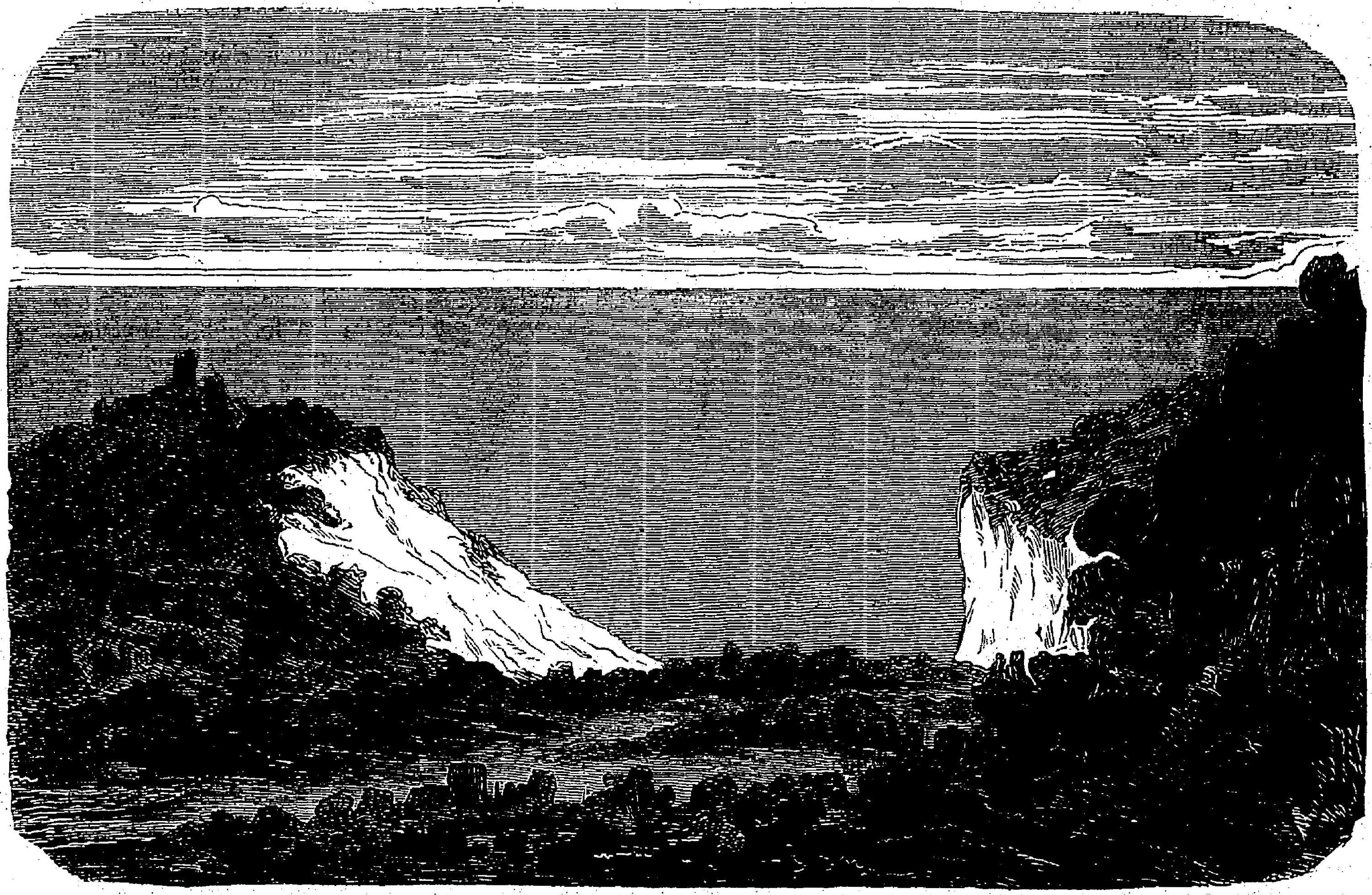
Illustration d'Un Hiver à Majorque, G. Sand, 1856

En 1842, l'ouvrage de George Sand, Un hiver à Majorque connaît une grande popularité, dans le sillage de celle de l'écrivain depuis 1831. Ce livre utilise le « j » pour «Majorque». Le double usage se poursuit au XIXe siècle.
La prononciation [maʒɔʁk] (en API) calquée sur sa graphie contemporaine (jorque) devient dominante au XXe siècle, sans que la liberté de prononciation du « j » ait clairement disparu. La prononciation [majɔʁk] est encore usitée.

## Histoire

### Jusqu'à l'époque romaine
La présence humaine à Majorque remonte à la préhistoire (sites de Ses Païsses, près de la ville d'Artà). On a retrouvé des tombes et traces d'habitations datant du néolithique, soit 6000 à 4000 av. J.-C. L'île fut occupée par les Carthaginois avant d'être conquise en l'an 123 av. J.-C. par Quintus Caecilius Metellus – qui reçut le surnom de Balearicus – et de passer sous l'autorité de Rome. La période romaine fut favorable, et vit la fondation de Pollentia (ruines d'Alcúdia, ex-Pollentia romaine) et Palmaria (Palma). L'économie reposait sur la culture de l'olivier, de la vigne et la production de sel.

### Moyen Âge
Les Vandales mirent les îles Baléares à sac en 425 ou 426 et les annexèrent à leur royaume en 465. En 534, à l'occasion de l'effort de reconquête de l'Empire romain d'Occident par Justinien, le général Bélisaire regagna l'archipel pour le compte de Byzance. Pendant la période de domination byzantine, le christianisme y fut florissant et de nombreuses églises furent construites. Cependant, à partir de 707 commencèrent des raids maritimes menés par les musulmans à partir des côtes d'Afrique du Nord.
Ces attaques se poursuivirent jusqu'à ce que, finalement, en l'an 903, Majorque tombe sous la domination de l'émir omeyyade d'Espagne. Selon les chroniques de l'époque, le château d'Alaró fut le dernier bastion tenu par les chrétiens. Sous la domination musulmane, Palma, devenue Madina Mayurqa, devint un centre culturel important. L'île connut une période de prospérité. Les musulmans développèrent l'agriculture irriguée et l'artisanat local. Lors de la décomposition du califat de Cordoue en 1015, Majorque releva tout d'abord du royaume de Dénia avant de devenir, entre 1087 et 1114 un des nombreux royaumes (ou émirats) dits Taïfas d'Al-Andalus.
En 1114, à la suite d'actes de piraterie menés à partir de Majorque contre les navires chrétiens en Méditerranée, une armée coalisée de Pisans, de Provençaux et de Catalans débarqua à Majorque, mit le siège devant Palma pendant huit mois, prit la ville et la saccagea. Mais, pendant l'absence de Raimond-Bérenger III de Barcelone, les Pisans s'enfuirent lorsque apparurent des secours envoyés par les Almoravides d'Afrique du Nord. Ceux-ci gouvernèrent jusqu'en 1203, puis furent remplacés par les Almohades jusqu'en 1229. En 1208, les Almohades nommèrent gouverneur un certain Abú Yahya, lequel se comporta de façon quasiment indépendante, reconnaissant toutefois une soumission de pure forme à l'émirat central almohade.
Les actes de piraterie avaient repris, ce qui détermina les cités commerçantes de Barcelone, Tarragone et Tortosa à solliciter l'aide du roi d'Aragon Jacques Ier. En décembre 1228, il fut décidé qu'elles mettraient à disposition les vaisseaux nécessaires à une expédition, les chevaliers aragonais (les plus nombreux) et catalans devant recevoir en paiement de leurs services le butin et les territoires à conquérir sur l'ennemi.
L'expédition en vue de la conquête de Majorque, comprenant 15 000 hommes et 1 500 chevaux partît de Salou, en Catalogne, débarqua à Santa Ponça et défit l'armée musulmane à la bataille de Portopí le 13 septembre 1229. En décembre, Palma fut prise et ses habitants passés au fil de l'épée. Le grand nombre de cadavres eut d'ailleurs pour conséquence de provoquer une épidémie qui décima l'armée des vainqueurs. En outre, les disputes au sujet de la répartition du butin semèrent la zizanie dans les troupes des conquérants. Mais l'île fut soumise en quelques mois. Seule une petite poche de résistance subsista jusqu'en 1232 dans la Serra de Tramuntana. La population musulmane s'était enfuie vers l'Afrique ou fut réduite en esclavage.
Le repeuplement de l'île fut assuré majoritairement par des Espagnols, mais également par un grand nombre de Français venant du Languedoc.
À cette époque, les faïences de Majorque deviennent réputées. Elles connaîtront un essor considérable en Italie, sous la forme des majoliques.
En 1250, la basilique du monastère de Lluc abrite la vierge noire de Majorque, sainte patronne de l'île.

### Le royaume de Majorque
Dans son testament, Jacques Ier avait prévu de diviser ses domaines par la création du royaume de Majorque, vassal du royaume d'Aragon et comprenant les îles Baléares, le Roussillon, la Cerdagne, la seigneurie de Montpellier, la vicomté de Carladès et la baronnie d'Omelas. À sa mort, son fils Jacques prit le nom de Jacques II de Majorque et assuma le pouvoir dans le cadre d'une charte dite Carta de les Franqueses.
L'existence de ce royaume fut de courte durée car les souverains d’Aragon parvinrent à en reprendre possession en 1349 : la mort de Jacques III de Majorque à la bataille de Llucmajor contre son cousin Pierre IV d'Aragon, marque la fin du royaume. Cependant, et jusqu’à sa mort en 1404, sa fille Isabelle réfugiée en France au château de Gallargues, près de Montpellier, qui lui avait été cédé par le roi Charles VI, continua à revendiquer le titre de reine de Majorque. Majorque partagea ensuite le sort du royaume d’Aragon, intégré plus tard au royaume d'Espagne.

### Renaissance et époque moderne
Entre 1806 et 1808, l'astronome et scientifique français François Arago réalise des mesures de triangulation, dans des conditions rendues épiques par la reprise des hostilités entre la France et l'Espagne.
Il fixe ainsi le passage du méridien de Paris, qui longe Majorque par l'ouest, par l'îlot de la Dragonera.
La capitale de l'île est brièvement appelée Palma de Majorque de 2012 à 2016. Le 16 décembre 2016, le Parlement des Îles Baléares vote le retour à la dénomination officielle de Palma,,.

### Patrimoine mondial
Le paysage culturel de la Serra de Tramuntana est inscrit au patrimoine mondial de l'UNESCO depuis 2011.

## Démographie
L'île compte 923 610 habitants permanents (INE, 2019). Majorque est la plus peuplée des îles Baléares et la deuxième île la plus peuplée en Espagne après Tenerife dans les îles Canaries.
Palma, la ville principale regroupe 427 973 habitants (recensement INE, 2015), ce qui en fait la huitième ville d'Espagne, selon ce seul critère. Viennent ensuite les villes de Calvià et de Manacor, par volume d'habitants.
Escorca est la commune la moins peuplée, avec moins de 250 habitants.
Compte tenu du tourisme massif, la notion de population doit être appréciée de manière relative.

## Langues
Les langues officielles à Majorque comme dans l'ensemble des îles Baléares sont le catalan et le castillan. La langue la plus ancienne encore pratiquée à Majorque est le catalan nommé localement « majorquin ». L’œuvre de l'apologiste majorquin chrétien Raymond Lulle contribue à la fixation du catalan écrit au XIIIe siècle.
Le gonellisme (ca), d'après le nom de son fondateur Pep Gonella, est un mouvement marginal qui défend le majorquin en tant que langue autonome du catalan, sans succès. Il s'agit d'un mouvement instrumentalisé par la droite espagnole contre le catalanisme

## Tourisme
À partir des années 1950, Majorque peut se définir comme destination élitiste. Hôtel et pension complète à moindre coût démocratisèrent le tourisme. Un million de visiteurs se rendent à Majorque chaque année. À la fin des années 1990, Majorque est la destination européenne la plus populaire pour passer ses vacances. Plus de 6 millions de touristes viennent visiter Majorque. Cependant, suite au tourisme de masse, l'image de Majorque se dégrade. Une touriste déclara : "De bonnes discothèques, une bonne ambiance, des beaux garçons." 
En 2013, 9 454 264 touristes ont visité l'île de Majorque (8 479 883 étrangers et 974 381 Espagnols) ; la majorité de ces touristes étrangers étaient originaires d'Allemagne (43,7 %), du Royaume-Uni (24,8 %), des pays nordiques (8,3 %), de France (4,0 %), de Suisse (3,7 %), des Pays-Bas (2,9 %), d'Autriche (1,9 %) et d'Italie (1,7 %).
En 2020, la pandémie est la cause du manque d'argent et d'emploi sur l'île, provoquant des manifestations à travers Majorque dès le commencement de l'année 2021. Sans visiteurs, il n'y a aucun revenus. Le fondement d'un millier de personnes dépend du tourisme.
Si dans beaucoup d'esprits Majorque reste synonyme de tourisme incontrôlé, inspiré par la mer et poussé par une urbanisation de masse (« la baléarisation »), l'île et la vie majorquine offrent bien des aspects qui contredisent cette vision : villages agricoles préservés, traces diverses de cultures passées, art et culture (au XIIIe siècle, le philosophe Raymond Lulle – Ramon Llull – fonda à Majorque une école réputée de langues et de théologie), marche et randonnée dans les zones montagneuses (GR 221 ou « route de pierre sèche »), gastronomie.
L'afflux touristique est devenu plus varié (origines et styles de vie), avec une part grandissante d'immigration d'Européens du nord venant s'installer à demeure.

### Les zones de réserves naturelles
Depuis quelques années[Quand ?], cette « baléarisation » est de plus en plus contrôlée par le gouvernement local, désireux de protéger son patrimoine, sa culture et sa langue. De nombreuses zones ont été décrétées « réserves naturelles », protégeant ainsi le littoral contre cette expansion.
- Le parc national de Cabrera, maritime et terrestre, veille sur un écosystème marin protégé depuis 1991[38]. Plus de 10 000 hectares y sont consacrés à protection de la faune et de la flore.
- Le parc naturel de Mondrago a été déclaré parc naturel en 1992. Ses 785 hectares abritent deux trésors de l'île : plusieurs espèces de lézards, mascottes de l'archipel, et les champs de posidonies, une plante sous-marine protégée car elle purifie l'eau et sert d'abri à de nombreuses espèces.
- Le parc naturel de S'Albufera de Mallorca, créé en 1988, est la zone humide la plus étendue des Baléares. Il abrite notamment de nombreuses espèces d'oiseaux.
- Les moulins. Jadis, dans les vallées fertiles, la vie gravitait autour de 700 moulins. Ils servaient à moudre le grain et à puiser l'eau en profondeur. Aujourd'hui, beaucoup sont à l'abandon. Quelques-uns ont été reconvertis en restaurant ou en gîte, voire réaménagés pour produire de l'énergie éolienne.
- Le Monastère de Lluc, à Escorca est le centre de randonnées dans une montagne restée largement sauvage.
- La route de la pierre sèche du GR 221 illustre, depuis 2013, la diversité effective du tourisme à Majorque, dont les activités nautiques et de tourisme concentré ne sont que l'un des aspects.

### L'activité de randonnée
En plus de ses plages très fréquentées et très connues, l’île de Majorque est considérée comme un « véritable paradis pour les activités de randonnée » et un lieu réputé de la randonnée dans les îles de Méditerranée, qui se répartissent surtout dans la région des sommets calcaires dépouillés à l'ouest de l'île.
La Route de la pierre sèche ou GR 221, représente l'un des sentiers emblématiques de cette île, reliant d'est en ouest sa partie montagneuse du nord.

### L'escalade psicobloc
L'île est aussi réputée auprès des grimpeurs pour ses nombreuses voies en psicobloc (escalade au-dessus de l'eau), Chris Sharma y a par exemple ouvert la voie Es pontàs en 2006, voie emblématique de cette discipline et deuxième au monde classée 9a+/b. C'est sans doute l'endroit le plus connu pour cette activité, de nombreux secteurs existant à l'ouest de l'île.
Il existe plusieurs autres voies d'une seule longueur dans les terres, moins réputées.

## Transports

### Routes et autoroutes
Palma est desservie par trois autoroutes, les Ma-1, Ma-19 et le périphérique Ma-20. Ce dernier est relié à la Ma-13 qui connecte Palma au Centre et au Nord de l'île.
La Ma-19 relie la capitale à Llucmajor.

### Chemin de fer
- Transport de les Illes Balears : Palma – Inca – Manacor et Inca – Sa Pobla
- Ferrocarril de Sóller
- Métro de Palma

### Transport aérien
L'île est desservie par l'aéroport de Palma (Son Sant Joan) situé à l'est de la ville de Palma et qui peut accueillir des gros porteurs (Boeing 747). Près de Palma, on trouve également un aérodrome régional : l'aérodrome de Son Bonet (en).

### Transport maritime
Les compagnies maritimes Baleària, Iscomar (es) et Trasmediterránea (es) exploitent des lignes régulières de ferries en direction des autres îles et du continent :
- Palma – Ibiza
- Palma – Port Mahon (Minorque)
- Palma – Valence
- Palma – Barcelone

- Alcúdia – Ciutadella de Menorca
- Alcúdia – Barcelone

- Sóller – Sète

## Culture

### Dans les arts et la culture

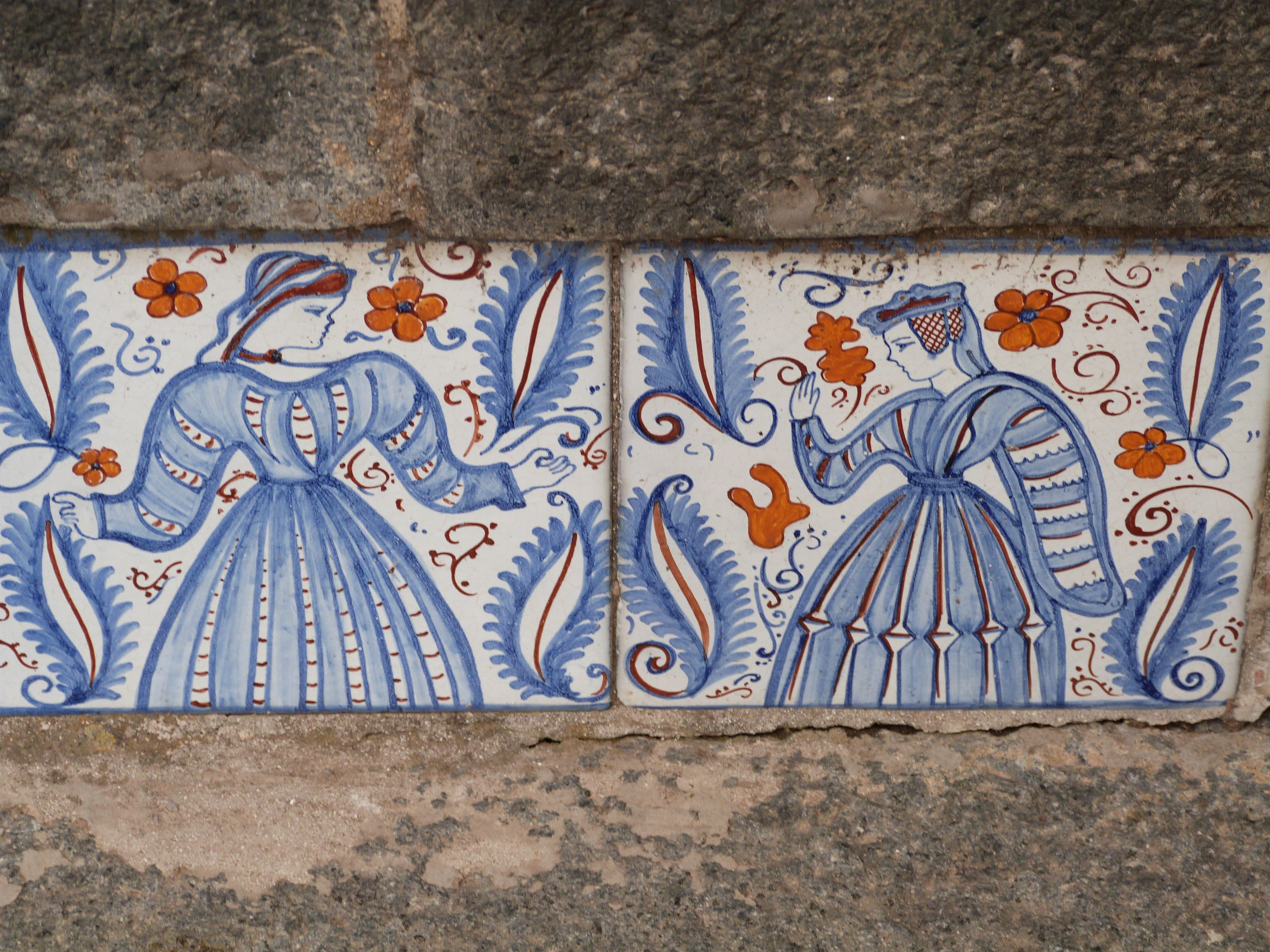
Femmes sur les carreaux de majolique décorant les contremarches de l'escalier Santa Maria del Monte à Caltagirone (Sicile).

Ėrudit et béat, Raymond Lulle est natif de cette île. De même que le poète Miquel Costa i Llobera, auteur de nombreux poèmes relatant d'anciennes traditions et fantaisies mallorquines.
La majolique (ou « maïolique ») comprend à l'origine des faïences mauresques fabriquées pour l'Italie à Majorque, entre 903 et 1229 ou passant par cette île après leur fabrication à Valence ou encore à Malaga.

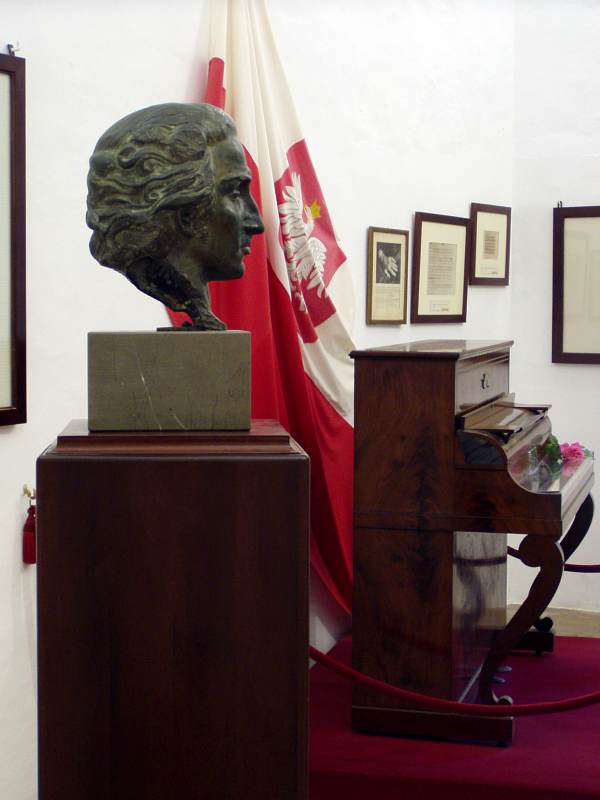
Piano de Chopin à Valldemossa, Majorque.

Depuis le XIXe siècle, le monastère de Valldemossa, la Chartreuse (La Cartuja en espagnol) a hébergé plusieurs hôtes éminents[réf. nécessaire], parmi lesquels Frédéric Chopin et George Sand. Cette dernière décrit très négativement dans Un hiver à Majorque leur séjour sur l'île durant l'hiver 1838-1839. Elle livre ainsi un témoignage d'intolérance qui choqua les Espagnols, tels que José Maria Quadrado ou Llorenç Villalonga.
Le poète nicaraguayen Rubén Darío fit une cure de désintoxication au monastère de Valldemossa.
Au XXe siècle, Agatha Christie écrivit son roman Problem in Pollensa Bay (Le second coup de gong) après un bref séjour à Palma et à Port de Pollença.
Jorge Luis Borges et Robert Graves ont vécu à Majorque, le second, en famille.
Au XXIe siècle, l’acteur américain Michael Douglas, la célébrité Claudia Schiffer et le joueur de tennis Boris Becker sont les personnalités étrangères les plus connues à la Serra de Tramuntana.

### Littérature

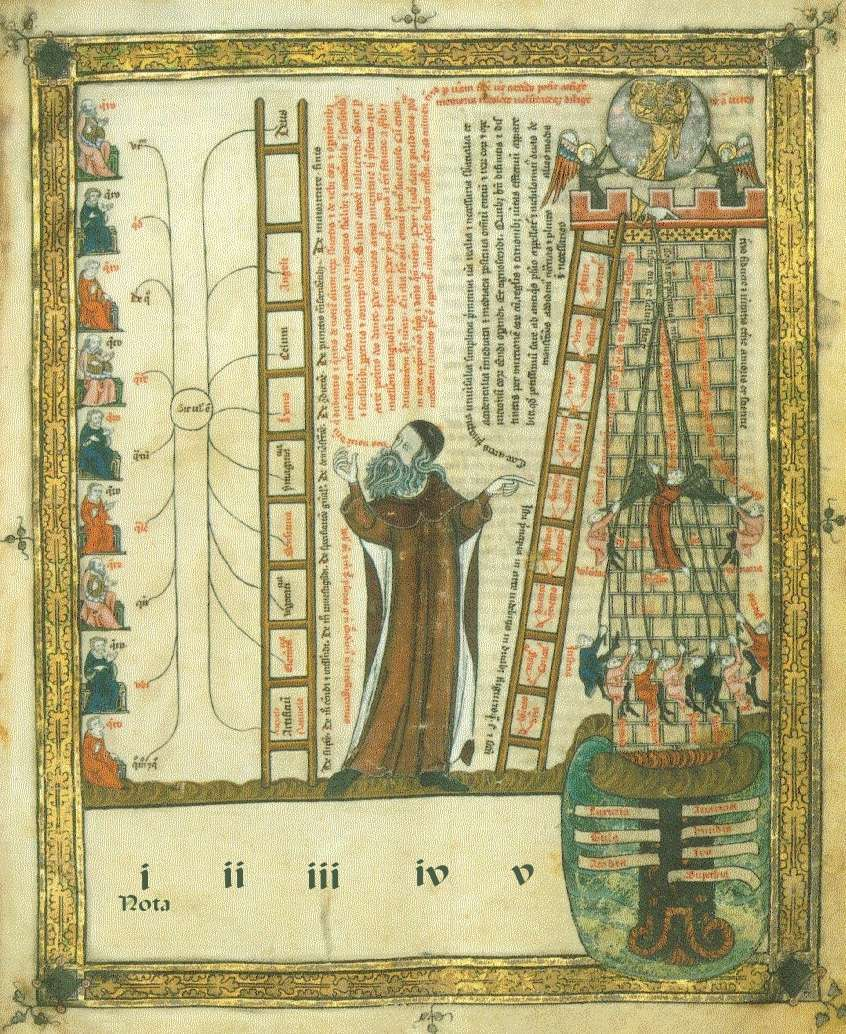
Ars Magna de Raymond Lulle.

Le prix Formentor couronne une œuvre littéraire.

#### Écrivains majorquins
Raymond Lulle est probablement l'écrivain majorquin le plus illustre. Son œuvre a contribué à la fixation du catalan.
Miquel Costa i Llobera (1854 - 1922) écrivit en 1875 son célèbre poème, Le Pin de Formentor, ainsi que d'autres poèmes. En 1906, il a publié un important recueil de poèmes nommé Horacianes, en hommage à Horace.
Antoni Maria Alcover, né à Manacor en 1862 et mort à Palma en 1932, est un écrivain, linguiste, ecclésiastique de langue catalane, spécialement de langue baléare, le dialecte majorquin de celle-ci. Son œuvre principale est le Dictionnaire catalan-valencien-baléare.
Jaume Vidal Alcover, né à Manacor en 1923, descendant de Chuetas, est un écrivain de langue catalane qui aborda la narration, le théâtre, la poésie ou la traduction.
Le journaliste Baltasar Porcel et l'écrivain Llorenç Villalonga sont originaires de Majorque.
Cristóbal Serra (1922-2012), écrivain solitaire, généreux et plein d'humour. Ses œuvres complètes de 1957 à 1996 (Péndulo, Viaje a Cotiledonia, Diario de signos, La noche oscura de Jonás, Augurio Hipocampo) sont réunies en un volume : Ars Quimérica (Barcelone, ed. Círculo de Lectores, 1996). Il a publié entre autres El asno inverósimil, Las líneas de mi vida et Àlbum biofotográfico. Traducteur du français et de l’anglais, il traduit en espagnol des poèmes et des proses de William Blake, ainsi que le Miroir d’astrologie de Max Jacob. Connaisseur du majorquin, il a publié également, en collaboration avec Matías Tugores, Curolla del mallorquín dadá (illustrations de Pere Joan).

#### Auteurs français
(août 2015).
Les auteurs français se sont, assez tôt, intéressés à Majorque, essentiellement sous les angles historiques et géographiques, puis culturels et artistiques.
Dès 1643, Pierre d'Ativy donne quelques informations sur le royaume de Mallorque, dans Le monde, ou la description générale de ses quatre parties. En 1680, l'historien Jean de La Chapelle relate la vie de Marie d'Anjou Reyne de Mayorque. En 1703, Henry Michelot analyse les différentes navigations et approches possibles de l'île, dans Le portulan de partie de la mer Méditerranée ou le vray guide des pilotes costiers, réédité au moins jusqu'en 1775.
De manière plus ample, en 1777, Vaquette d'Hermilly diffuse son Histoire du royaume de Majorque avec ses annexes, premier ouvrage en français offrant une description complète de l'île.
En 1809, Alexandre de Laborde livre des éléments de navigation, mais également, de géographie détaillée, avec son Itinéraire descriptif de l'Espagne.
En 1826, Isidore de Taylor diffuse son Voyage pittoresque en Espagne. En 1835, Louis Joseph Wagré narre la Mémoire des captifs de Cabrera, évoquant le camp d'internement des soldats napoléoniens sur cette île.
En 1839, l'artiste Jean-Joseph Bonaventure Laurens publie Souvenirs d'un voyage d'art à l'île de Majorque, qui marquera une référence dans la connaissance française de cette île. En 1866, Charles de Tourtoulon s'intéresse à l'Histoire, avec Les français aux expéditions de Mayorque et de Valence. En 1877, Louis-Salvador de Habsbourg-Lorraine livre au public son magistral travail sur les Baléares. En 1892, l'érudit Albert Lecoy de La Marche publie son analyse historique portant sur Les relations politiques de la France avec le royaume de Majorque.
Georges Bernanos rédige une partie du livre Les Grands Cimetières sous la lune, en 1938, pour évoquer la guerre civile espagnole à partir de son témoignage majorquin.
Avec L’Art dans le royaume de Majorque (Toulouse, Privat, 1962), l'universitaire Marcel Durliat laisse un travail de référence[Quoi ?], encore accessible de nos jours.
En 1979, Pierre Pélissier et Jérôme Phelipeau donnent le rappel de l'histoire tragique de la déportation des soldats napoléoniens, à Cabrera, dans Les Grognards de Cabrera, 1809-1815.

### Peinture

#### Peintres majorquins
Miquel Bestard (1592-1633) est un peintre baroque originaire de Majorque.
Le peintre Dionis Bennassar, né en 1904 et mort en 1967, a particulièrement représenté son univers natal de Pollença.
Miquel Barceló, né à Felanitx, est un peintre et un sculpteur. Il a traité de nombreux thèmes : portraits, crucifixions, des carnets de voyages, ou corridas. Le peintre est un aficionado. Sa série des techniques mixtes sur toile confrontée avec les photographies de Lucien Clergue témoigne de l'intérêt de Barceló pour la tauromachie et pour l'ensemble des étapes d'une lidia, et des passes qu'il décompose en les stylisant . Une œuvre majeure de Barceló est la réalisation de 2001 à 2006, sur commande, des décorations intérieures, mobilier, et des vitraux de la chapelle saint Pierre de la Seu sur son île natale, qui ont été inaugurés par le roi Juan Carlos d'Espagne le 2 février 2007.

#### Peintres ayant travaillé à Majorque

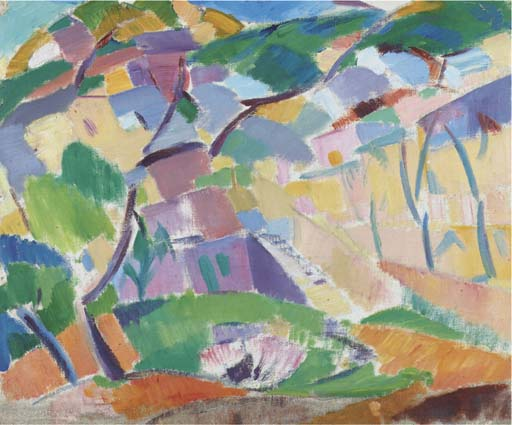
Mallorca, Else Berg, 1914.

À la fin de la Renaissance, la famille Oms, venue de Valence en Espagne, s'installe à Majorque. Gaspar Oms (1540-1614) est l'un des peintres les plus actifs issu de cette famille.
Santiago Rusiñol a peint les paysages majorquins.
Joan Miró revient durant l'année 1956 à Palma où il dispose d'un grand atelier conçu par son ami Josep Lluís Sert. C'est à cette époque qu'il reçoit la commande de deux murs de céramiques pour le siège de l'UNESCO à Paris. Ceux-ci mesurent respectivement 3 × 15 mètres et 3 × 7,5 mètres et sont inaugurés en 1958. Bien que Miró ait déjà travaillé avec de grands formats, il ne l'avait jamais fait en utilisant des céramiques. Aux côtés du céramiste Josep Llorens, il développe au maximum les techniques de cuisson pour réaliser un fond dont les couleurs et textures ressemblent à ses peintures de la même époque. La composition doit avoir pour thème le soleil et la lune.
Hermen Anglada Camarasa, né à Barcelone et mort à Pollença, a beaucoup représenté Majorque.[réf. nécessaire]
En août 1919, Joaquín Sorolla séjourne près de Pollença ; il y peint sa fille, Elena, à la cala de San Vicente,.

### Architecture majorquine
La Lonja (ou Sa Llotja, en dialecte majorquin, voir Llotja de Palma), l'antique siège du collège des marchands, à Palma, se distingue parmi les œuvres maîtresses de l'architecture civile gothique majorquine. Principal ouvrage local de l'architecte Guillem Sagrera, il en assumé pratiquement tous les aspects, dès sa construction en 1420 (achevée en 1452). La forme torsadée et surtout la finesse des colonnes intérieures en font un édifice remarquable, aujourd'hui lieu d'expositions.
Le château de Bellver est une forteresse gothique, parmi les bâtiments les plus représentatifs de l'île. C'est en outre l'un des trois seuls châteaux forts européens ayant une emprise au sol circulaire. Le château de Bendinat construit par le marquis de la Romana est typique des constructions néogothiques du XIXe siècle.
La cathédrale de Majorque est célèbre à plusieurs titres. Représentative du gothique levantin, elle abrite une grande rosace circulaire, dite œil du gothique. Elle fut en outre restaurée par Antoni Gaudí. Le monastère de Lluc est un des principaux lieux de pèlerinage de l'île, en honneur à Notre-Dame de Lluc, patronne de l'île.
Les patios figurent parmi les réalisations urbaines les plus réputées de Majorque. Ceux de Palma ornent la vieille ville : Palau March, Can Sureda, Can Oleza, Can catlar del Llorer, Can Savellà, Cal compte de la Cova, la Criança et ses piliers octogonaux, La Puresa, Ca la gran Cristiana, ou Cal Marquès de la Torre sont autant d'éléments d'intérêt architectural.
Le modernisme s'est également exprimé à Majorque.
L'architecture religieuse est particulièrement riche et préservée[réf. nécessaire].
Qu'il s'agisse de la capitale, Palma, ou des villes et des villages, les édifices religieux et leurs contenus artistiques restent présents : cathédrale de Palma de Majorque, monastère de Lluc, églises urbaines de San Miguel, de San Jaume, ou de San Francisco, avec le cloître préservé de son monastère, ou encore les églises rurales de Santa Maria del Camí, de Sineu ou de Sencelles, ou la chartreuse de Valldemossa.

### Autres célébrités
Les joueurs de tennis Rafael Nadal et Carlos Moyà sont natifs de Majorque. Le pilote de vitesse moto Jorge Lorenzo est né à Palma[réf. nécessaire], ville où il a ouvert un commerce.
L'actrice Rossy de Palma est née à Majorque.
Le scientifique français François Arago a travaillé à Majorque.
L'archiduc Louis-Salvador de Habsbourg-Lorraine compte parmi les grandes figures de l'île.
Le poète et romancier britannique Robert Graves a vécu à Deià.
Romain Gary a possédé une villa, près d'Andratx de 1964 à 1970. C'est là où il a écrit une partie de son roman Europa.
La sainte Catalina Tomas fait partie des protectrices de Majorque.
Saint Junípero Serra, né le 24 novembre 1713 à Petra, a exploré la Californie et participé à la fondation de nouvelles cités, telle que San Francisco, par exemple.
Margarida Borràs, personne transgenre, naît à Majorque vers 1401.

### Tauromachie
Les plus importantes arènes de l'île sont les arènes de Palma construites en 1865, remaniées en 1929 par l'architecte majorquin Gaspar Bennazar. Leur capacité est de 11 600 places environ, ce qui en fait des arènes de deuxième catégorie. Les corridas s'y déroulent lors de la Feria de la Virgen Blanca. En 2015, parmi les figuras du cartel figurait le matador Morante de la Puebla. La saison tauromachique (temporada) s'y déroule en juillet. Le 28 juillet 2016 elle a accueilli les matadors figuras pour la corrida inaugurale : Juan José Padilla, El Fandi sortis a hombros et Francisco Rivera Ordóñez (Paquirri), ainsi que des spectacles de rejoneadors.
Il existe sept arènes dans l'île, les secondes plus importantes sont la Plaza de toros de Inca (8 000 places) et la Plaza de Muro (5 350 places).
Les anti-taurins annoncent qu'une proposition de loi pour interdire les corridas à Majorque sera présentée si le PSIB, le parti nationaliste Més per Mallorca et Podemos obtiennent la majorité en octobre 2015. Le 6 août 2015, au cours d'une corrida, deux militants anticorridas, le Hollandais Peter Janssen et l'Espagnol Pedro Torres font irruption dans l'arène en fin de faena avant d'être arrêtés. La tauromachie reste un enjeu politique dans plusieurs régions d'Espagne, pour Le Monde : « Les plates-formes [politiques] dénoncent certes les mauvais traitements et les tortures contre les animaux, mais, à quelques mois des élections législatives, prévues avant la fin de l’année, la tauromachie est surtout devenue un instrument politique contre les conservateurs du Parti populaire au pouvoir. » Les municipalités anti-taurines de Majorque agissent contre ces manifestations et ont décidé de ne plus les financer.
La saison tauromachique 2016 s'est tenue, dans les arènes de Palma de Majorque où se déroulent rarement plus d'un spectacle taurin par saison, excepté en 2009 et en 2016 où il y en a deux.
En août 2016, l'infante Elena de Borbón y Grecia, sœur ainée du roi Felipe VI a causé beaucoup d'émoi public en assistant à une corrida avec ses deux enfants, dont un mineur de quinze ans,.
Le 24 juillet 2017, le Parlement des îles Baléares adopte l'interdiction des corridas avec mise à mort,.

### Cuisine
La cuisine baléarique est riche et variée, qui présente des touches différentes selon les îles. Comme bon nombre de cuisines méditerranéennes, elle comporte des points communs, ayant bénéficié des mêmes influences maures et juives ou italiennes. Pour Majorque, font partie des mets notables :
- la sobrassada artesana (soubressade artisanale) : charcuterie d'origine protégée dans l'Union européenne, faite de maigre de porc, de lard, de poivre rouge en poudre. Elle est mise en boudin et servie crue, frite ou grillée, avec du sucré ou du salé. Il existe une AOC spécifique pour la soubressade de Majorque faite avec de la viande de cochon noir de Majorque ;
- le butifaron : charcuterie s'apparentant à des petits boudins, garnis de viande de porc et de cumin. Il existe une variété piquante et une autre non piquante ;
- l'ensaïmada : gâteau au sucre, aux œufs et au saindoux ayant une forme ronde. Il existe plusieurs variétés d'ensaïmadas. Les petites qui sont des pâtisseries individuelles ; les grandes, dont les tailles varient. Ces dernières sont parfois fourrées, notamment aux traditionnels « cheveux d'anges » (sorte de confiture d'une variété de courge) ; certaines sont aux abricots. Depuis quelques années, elles se déclinent au chocolat ou à la crème brûlée, parfois même à la soubressade ;
- la soupe majorquine : à base de pain (« la soupe »), de chou(x), d'oignons et de tomate, augmentés d'une base de viande ;
- le tumbet : proche du tian de poivrons, de tomates, d'aubergines, ces légumes étant disposés par couches successives sur un lit de pommes de terre. Pas de courgette, donc. Chaque variété de légumes est frit individuellement et l'ensemble du plat qui se sert froid est nappé d'une sauce tomate. Le tumbet s'accompagne traditionnellement de poissons frits (de type sardines) ;
- les formatjades : petits chaussons fourrés à la viande ou au poisson ;
- le formatje de Maó : fromage local, originaire de Minorque, comme son nom le suggère.
- la friture majorquine : plat traditionnel élaboré à partir de viande, le foie, de sang de porc, de mouton, de chèvre ou de dinde. C'est une friture à base d'huile d'olive, de viande avec des oignons, des tomates des poivrons verts et des pommes de terre. Le plat est peut être d'origine sémite, arabe ou juive, car il est cité dans le Llibre de Sent Soví (XIVe siècle). Il en existe de nombreuses variations, dont le Frit de matance (friture d’abattage), le frit de rates et Sa Pobla lié à la chasse.

### Fêtes et traditions
Le « jour de Majorque » (Diada de Mallorca) se célèbre le 12 septembre, en souvenir du débarquement des troupes aragonaises et catalanes. Il fait écho à la fête du 31 décembre, dite « de l'étendard », qui rappelle la chute de la capitale et marque le début de la reconquête de Majorque, page de la Reconquista. À partir de 2017, le Parlement a fixé le « jour de Majorque » également au 31 décembre de chaque année.
La dure marche de Palma au monastère de Lluc (Marcha des Güell a Lluc a peu) est un rassemblement fort populaire et apprécié, début août, en général, la nuit du premier samedi ou premier dimanche de ce mois.
De nombreux villages organisent des reconstitutions de batailles entre « chrétiens » et « maures » (cristianos y moros), rappelant les drames des actes de piraterie qui pesaient en permanence sur les habitants de l'île, jusqu'en 1830. Celles de Sóller, Pollença, d'Andratx ou de San Telmo sont réputées.
La fête de Saint Sébastien honore, le 20 janvier, le saint patron de la ville de Palma.
Le mois de mars marque les célébrations de Pâques. La Semaine sainte (Semana Santa) est rythmée par les cérémonies liturgiques chrétiennes et leurs spectaculaires « processions ». Elles sont suivies aussi bien par les habitants de l’île que par les touristes. Le dimanche des Rameaux marque le début de la « Semaine de la Passion » qui se clôture le dimanche de Pâques.

### Musées
Plusieurs sites de l'île proposent des expositions permanentes ou temporaires.

#### Musée de Majorque
Situé dans le vieux quartier de Palma, le musée de Majorque (Museu de Mallorca) s'est créé avec la réunion de plusieurs collections, en 1961.
Il est situé, depuis 1971, dans la Casal de Can Aiamans (dite également Ca la Gran Cristiana), bâtie en 1634.
Ouvert au public depuis 1976, ses collections permettent de découvrir des objets préhistoriques, de l'antiquité romaine dans l'île, mais également, des témoignages de l'époque gothique[Quand ?].

#### Fondation Pilar et Joan Miró
Dans l'ancien atelier de l'artiste, proche de Palma, la Fondation Pilar et Joan Miró offre une collection permanente de quelques-unes des œuvres de Joan Miró, aux côtés d'expositions d'autres artistes,.

#### Musée d'art moderne d'Es Baluard
D'anciens remparts de la ville de Palma abritent le musée d'art moderne d'Es Baluard, construction récente. S'y trouvent des peintures ainsi que des sculptures, permanentes ou temporaires, notamment de Picasso, de Miró ou de Barceló.

#### Jardin botanique de Sóller
La ville de Sóller abrite depuis 1992 le jardin botanique de Sóller, autour du palais du Camp d'en Prohom.
Ce musée consacré aux sciences naturelles conserve des collections d'ouvrages en lien avec les sciences naturelles.
L'ensemble propose la découverte du patrimoine naturel des îles baléares.

#### Musée du monastère de Lluc
Le musée du monastère de Lluc, sur le territoire de la commune d'Escorca, s'est initialement consacré à l'archéologie locale, puis aux arts et aux traditions populaires majorquins.

#### Musée de Pollença
Depuis 1975, la ville de Pollença entretient le musée de Pollença consacré à la peinture du XXe siècle. Un ancien couvent de moines dominicains accueille les expositions, ainsi que les visiteurs.

## Photographies

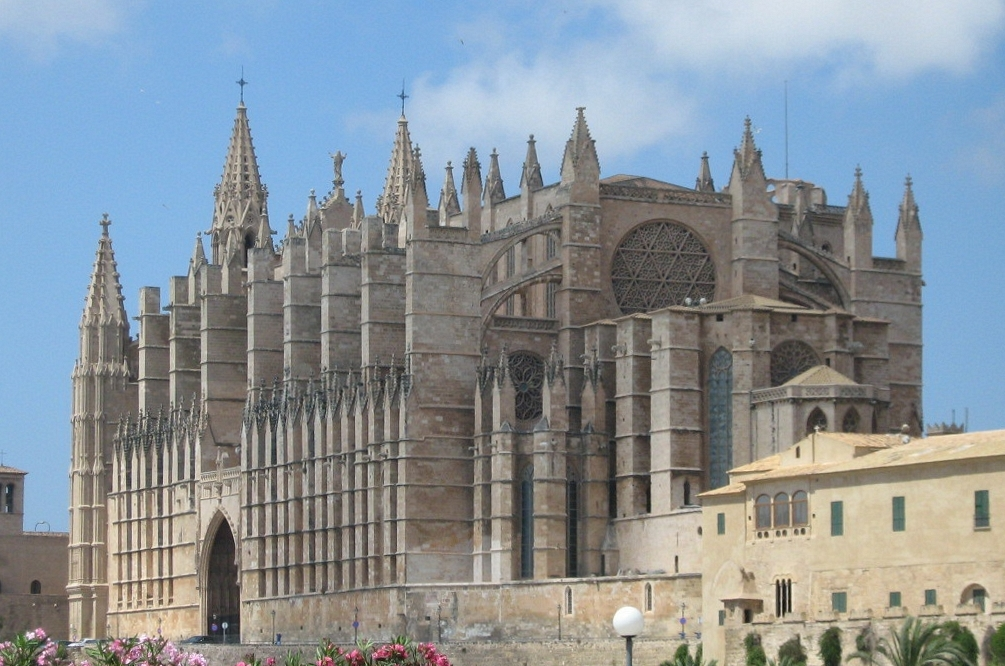
La Seu, cathédrale de Palma de Majorque.
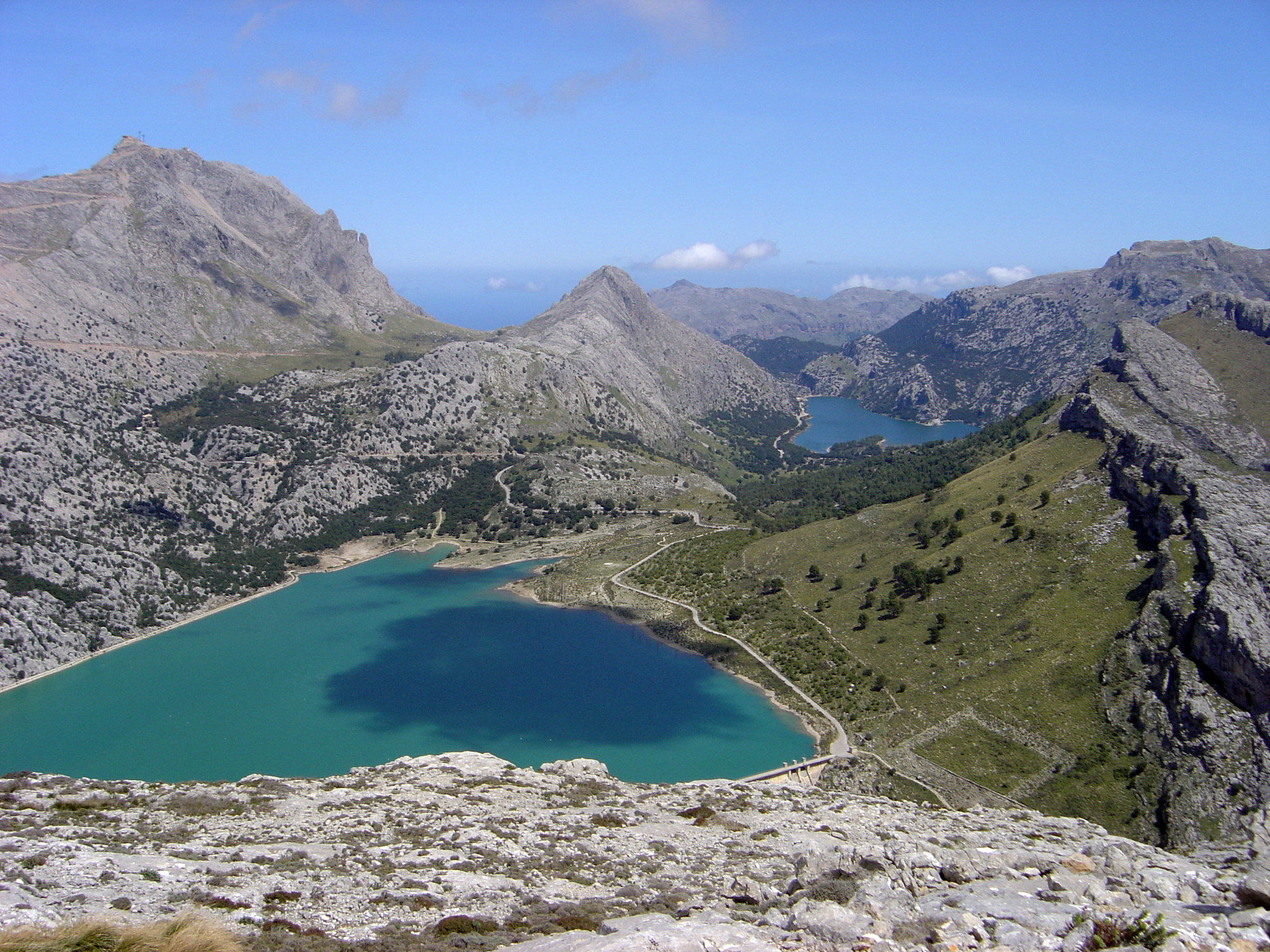
Lacs Cúber et Gorg Blau, Serra de Tramuntana.
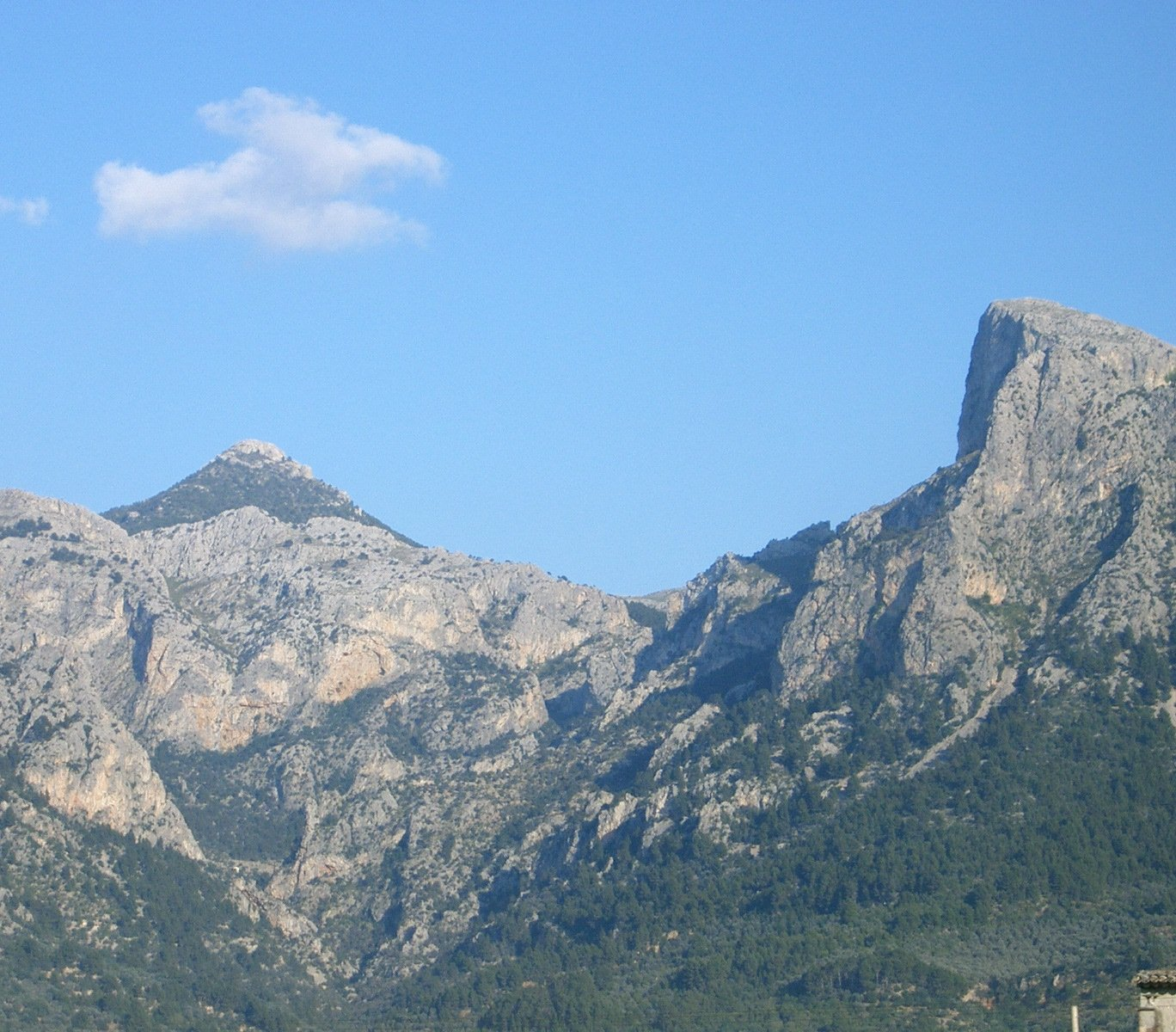
Le pic de l'Ofre et des Cornadors.
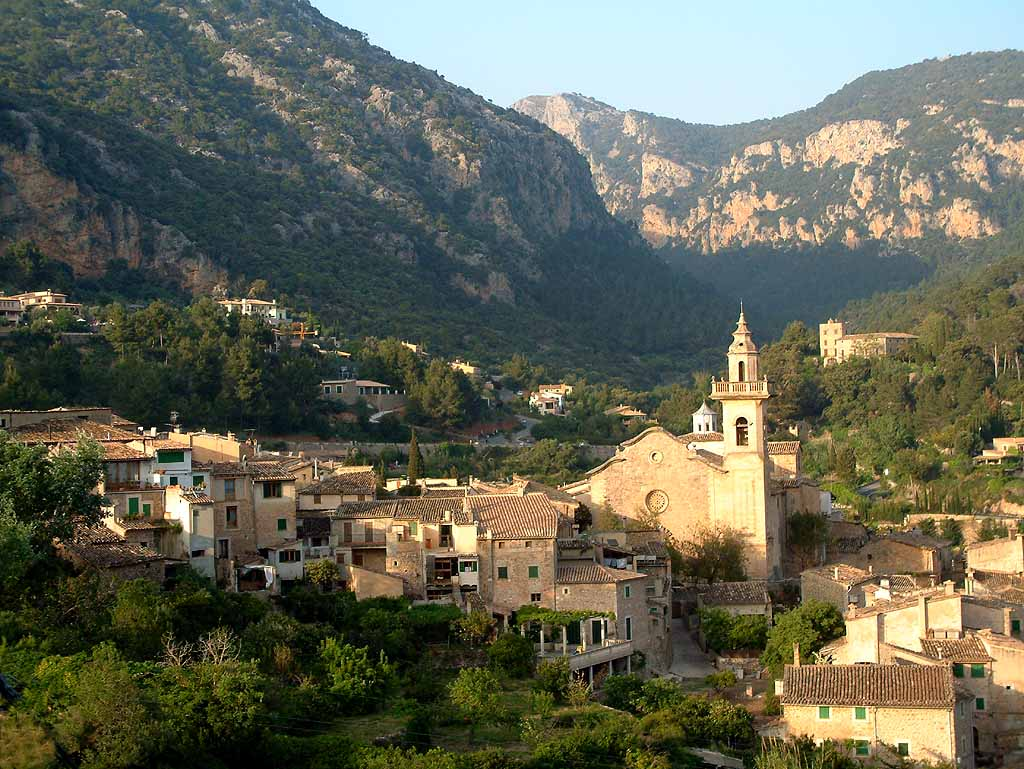
Valldemossa.
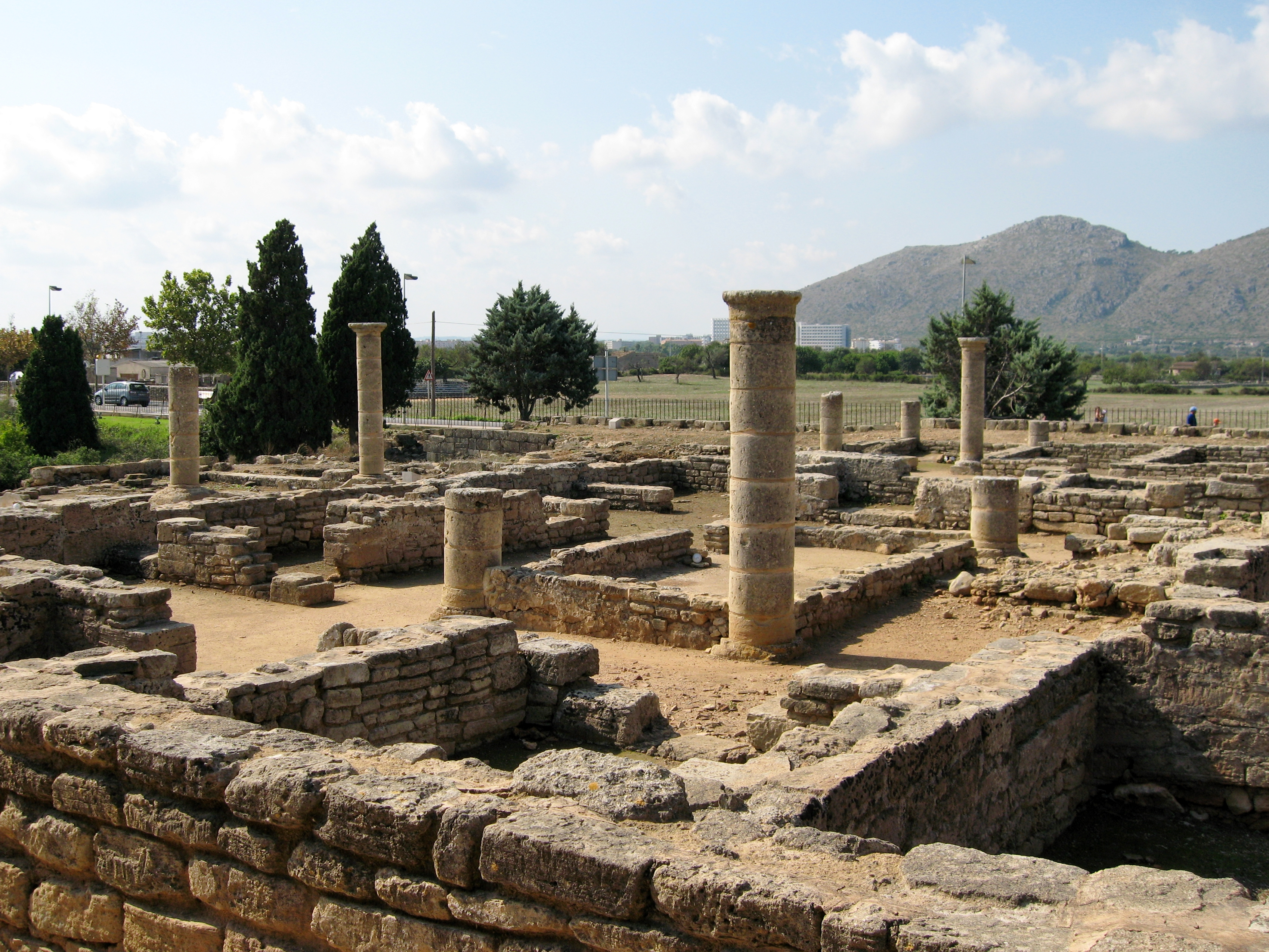
Les ruines de l'ancienne ville romaine de Pollentia.
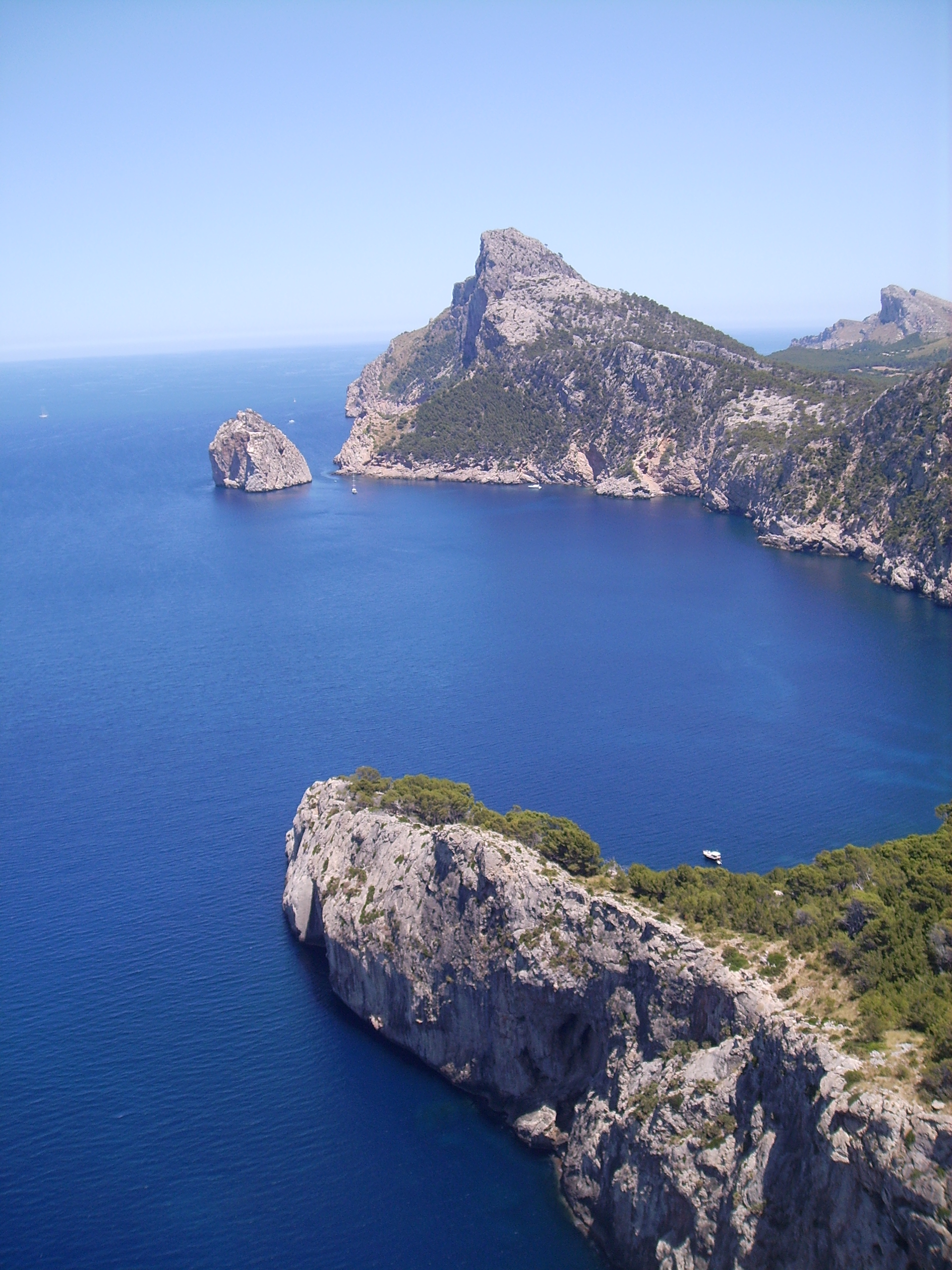
Formentor.
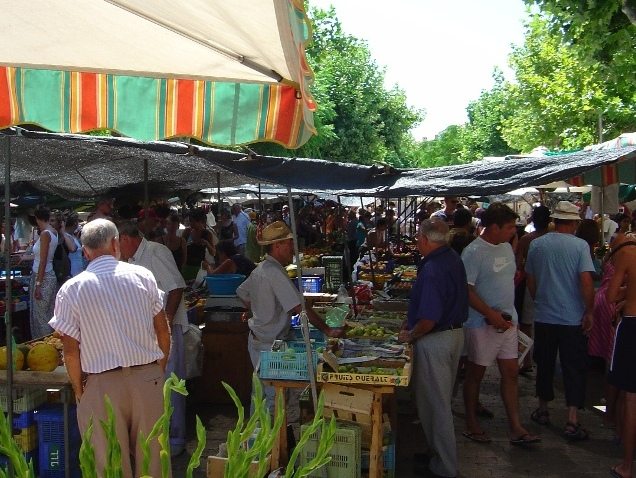
Marché à Palma de Majorque.
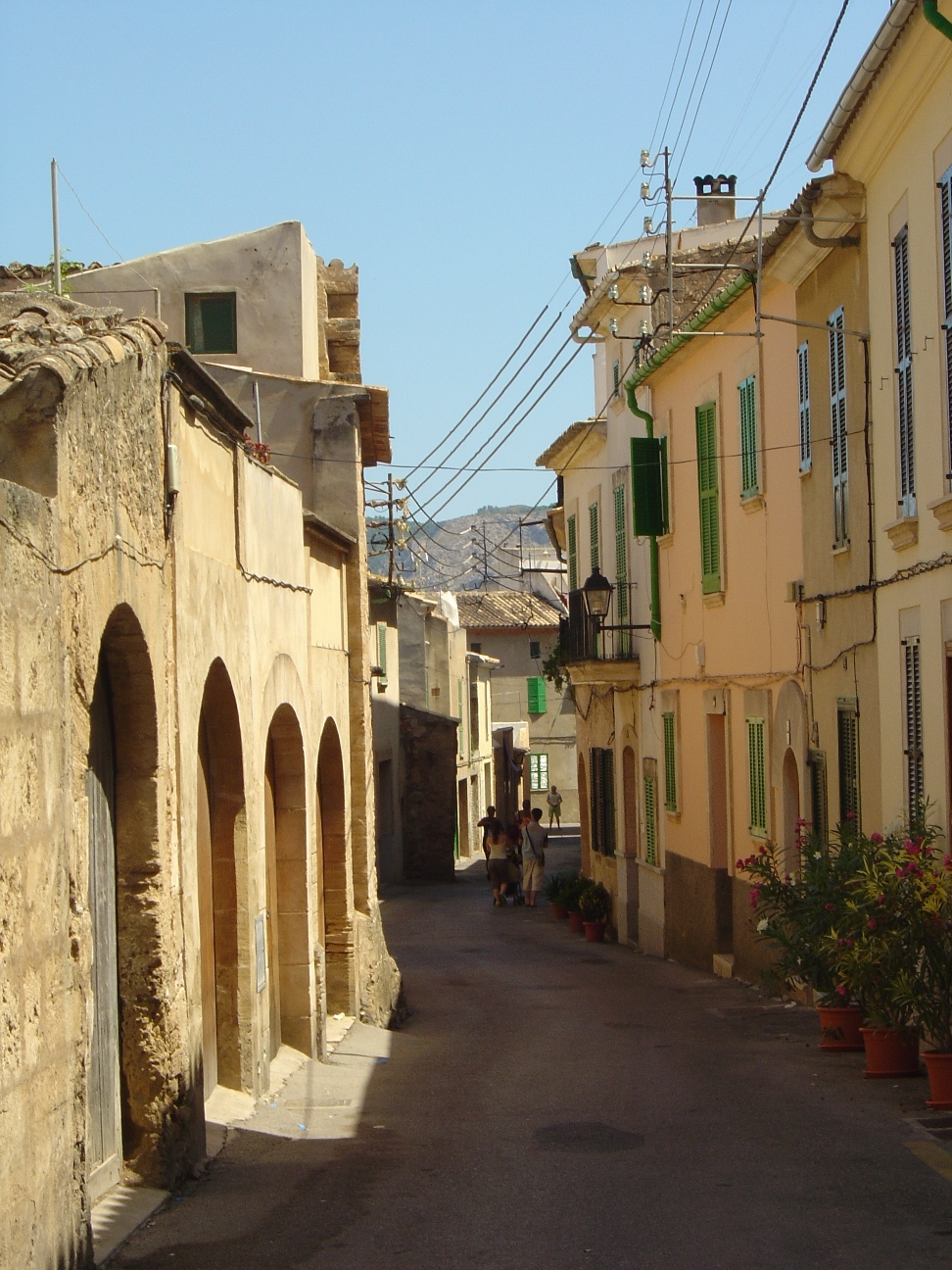
Ruelle dans la vieille ville d'Alcúdia.
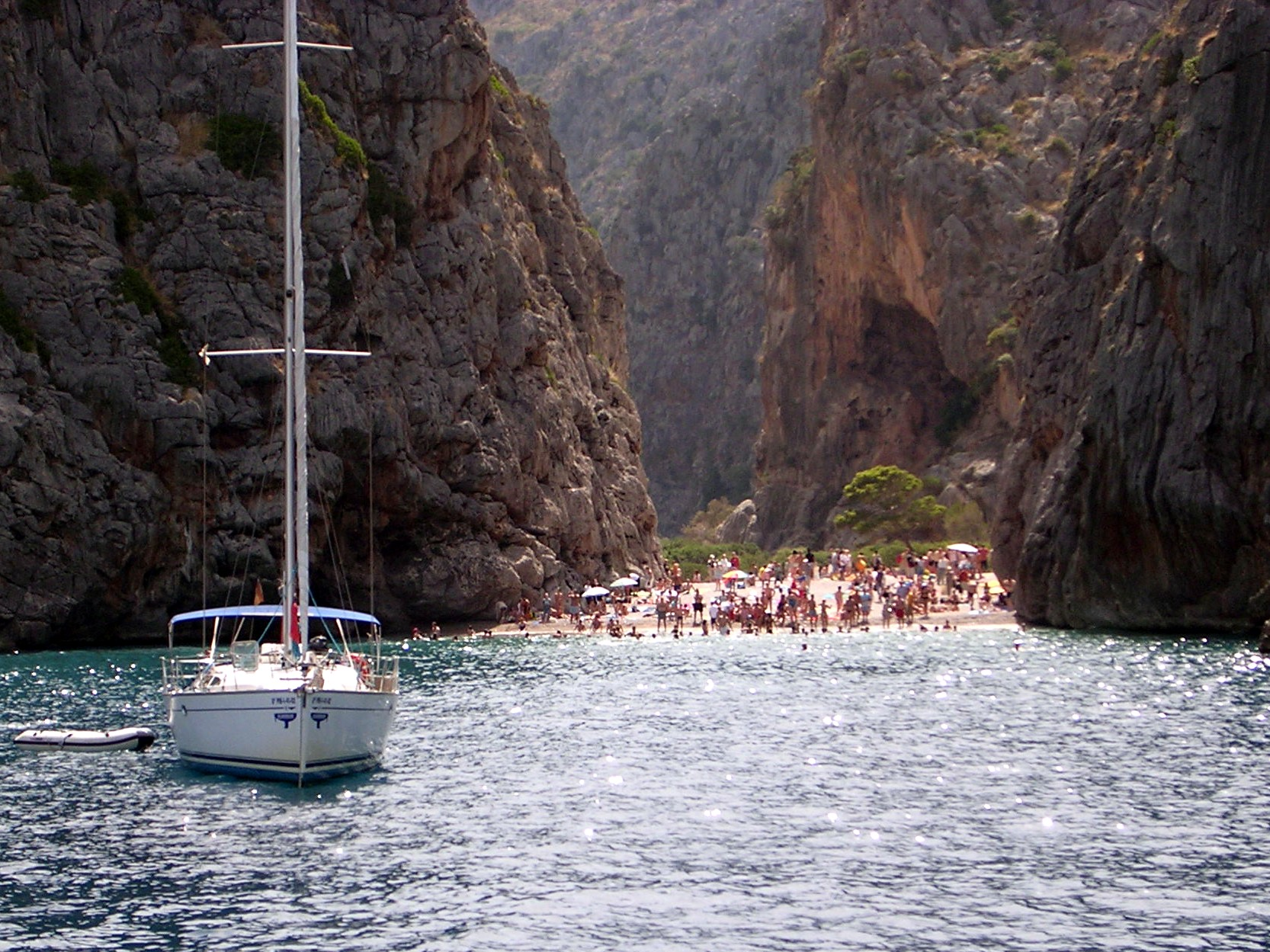
Sa Calobra, Escorca.
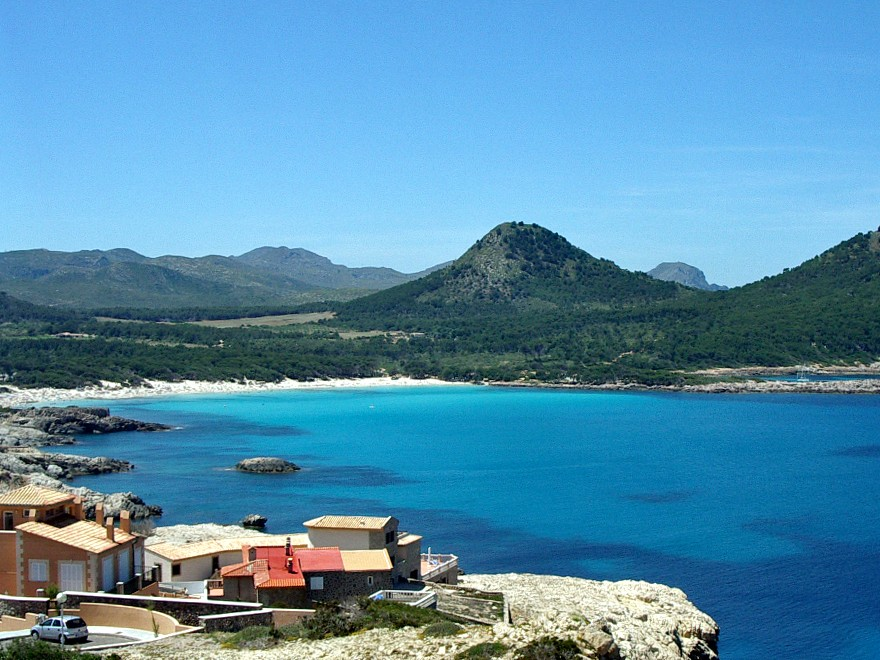
Plage à Cala Agulla.
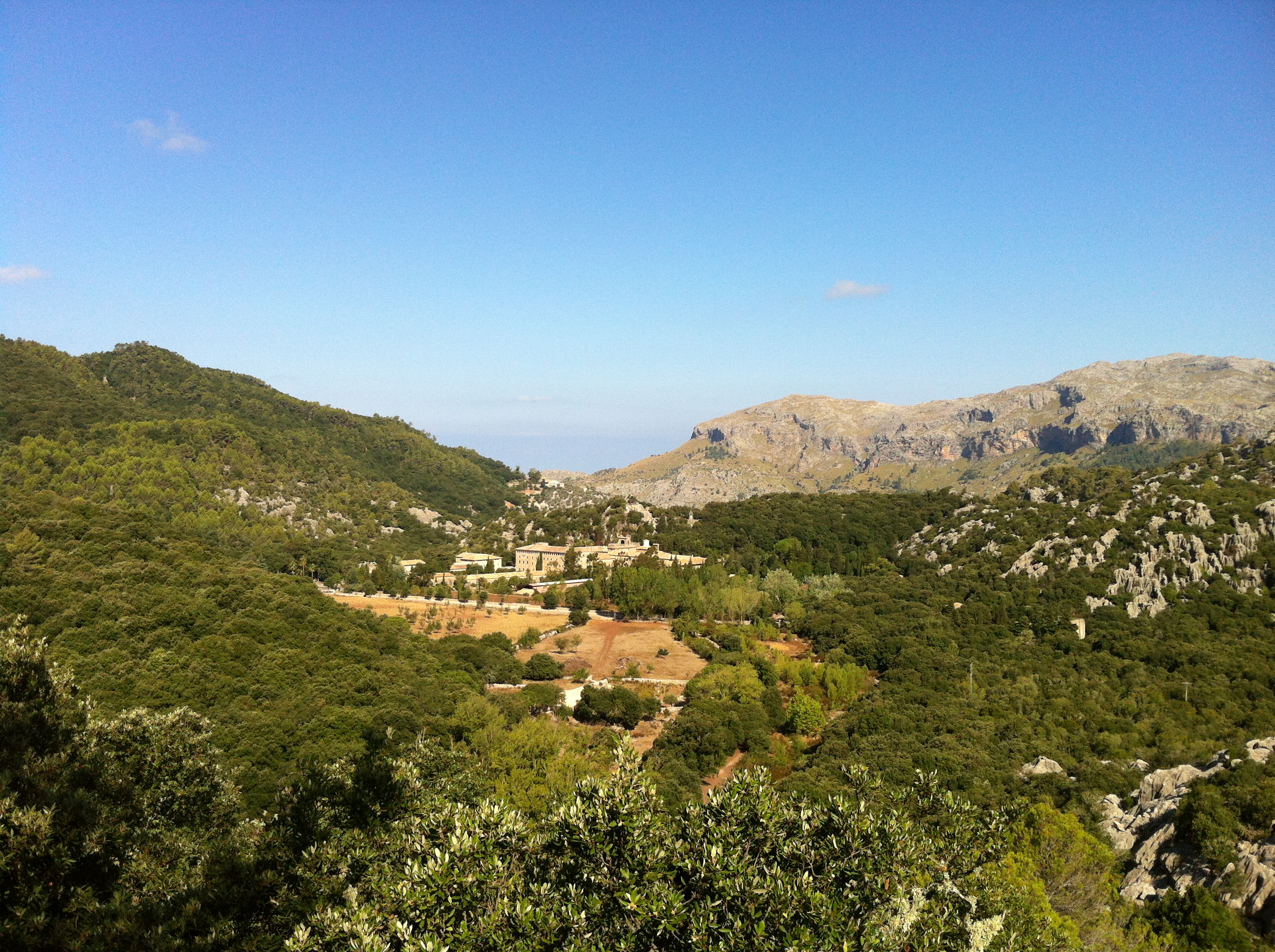
Sanctuaire et Monastère de Lluc.

#### Articles
- Laurie Henry, « Découverte d'un étrange pont submergé vieux de 6000 ans dans une grotte à Majorque », sur science-et-vie.com, 2 septembre 2024.
- (en) Bogdan P. Onac, Victor J. Polyak, Jerry X. Mitrovica, Joaquín Ginés, Francesc Gràcia, Joan J. Fornós, Angel Ginés et Yemane Asmerom, « Submerged bridge constructed at least 5600 years ago indicates early human arrival in Mallorca, Spain », Communications Earth & Environment, vol. 5,‎ 2024, article no 457 (e-ISSN 2662-4435, DOI 10.1038/s43247-024-01584-4, lire en ligne [PDF]).
- Mathilde Ragot, « Un pont submergé construit par d'anciens humains à Majorque réécrit l'histoire de l'île », sur geo.fr, 3 septembre 2024.

#### Ouvrages
- Albert Lecoy de La Marche, Les relations politiques de la France avec le Royaume de Majorque, 1892.

- Gaston Vuillier, Les îles oubliées. Les Baléares, la Corse, la Sardaigne, 1893 (lire en ligne).
- Georges Bernanos, Les grands cimetières sous la lune (évocation de la guerre civile espagnole à Majorque), 1938.
- Michel Peyramaure, Les prisonniers de Cabrera, 2009 (présentation en ligne).
- de Gabriel Janer Manila, Histoire de l'île de Majorque, 2011 (présentation en ligne).
- José Carlos Llop : Dans la ville engloutie et Solstice (ces romans se déroulent à Majorque).
- Baltasar Porcel, Olympia à Majorque (roman ayant Majorque pour cadre) (présentation en ligne).
- Cristóbal Serra, Journal des signes, Pendule et autres écrits, Avec un seul œil, préface de Octavio Paz, traduit de l'espagnol par Adrien Le Bihan, Éditions du Félin, 1991  (ISBN 9-782866-450878). Contient nombre de portraits, fables, descriptions inspirés par Majorque où Cristóbal Serra, natif de Palma, a vécu toute sa vie.
- Jean-Louis Sarthou, L'Archiduc sans frontière, Éditions du Vieux Caroubier, 2013.  — L'auteur y fait revivre la façon dont l'archiduc Louis-Salvador de Habsbourg-Lorraine, grand écrivain amateur des sciences, des arts et des traditions populaires, et des Baléares, promut la Serra de Tramuntana, et particulièrement les communes de Deià et de Valldemossa à la fin du XIXe siècle.
- Adrien Le Bihan, George Sand, Chopin et le crime de la chartreuse, éd. Cherche-bruit 2006  (ISBN 2-9519642-4-2). Analyse impitoyable et drôle d'Un hiver à Majorque, l'ouvrage antimajorquin et antisémite de George Sand.
- Miquel Barceló, Lucien Clergue, et Rodrigo Rey Rosa, Toros, Zurich, Galerie Bruno Bischofberger, 1991 (ISBN 3905173336).  Les photographies de Lucien Clergue sont confrontées aux peintures mixtes sur toile de Barceló, commentaires de Rodrigo Rey-Rosa traduits en anglais par Paul Bowles
- (es) Rosa Maria Malet, Joan Miró, Barcelona, Edicions 62, 1992 (ISBN 84-297-3568-2).
- (ca) Melania Rebull Trudell, Joan Miró, Barcelona, Globus y Ediciones Polígrafa, 1994 (ISBN 84-88424-96-5).